# Шестизябровий скат
Шестизябровий скат (Hexatrygon bickelli) — єдиний сучасний представник родини скатів Hexatrygonidae надродини Hexatrygonoidea підряду Myliobatoidei ряду Орлякоподібні. На тепер ще не досить добре вивчений. Перший екземпляр виловлено у 1980 році. Його синоніми — Hexatrygon brevirostra, Hexatrygon longirostra, Hexatrygon taiwanensis, Hexatrygon yangi. Представники роду Hexatrygon відомі із середнього еоцену 49-37 млн років тому.

## Опис
Загальна довжина становить від 103—143  до 170 см. Спостерігається статевий диморфізм: самиці більші за самців. Голова та тулуб доволі сплощені. Тулуб та грудні плавці утворюють трикутну форму. Рило дуже сильно видовжене і містить усередині скупчення ампул Лоренцині, оточених студнеподібною тканиною. Воно служить чутливим органом, призначеним для електролокації здобичі. Рот витягнутий. Особливістю цих скатів є наявність 6 зябрових щілин і 6 зябрових дуг. Ця ознака вторинна і не являє собою примітивну рису будови, що збереглася з прадавніх часів. Бризкальця великі, розташовані далеко позаду очей і вкриті зовні шкірним клапаном. Голова та рило сірувате. Забарвлення спини коричнювате, поступово темнішає, ближче до закінчення хвоста майже чорне. Черево має білий колір.

## Спосіб життя
Тримаються на значних глибинах від 350 до 1100 м. Полюбляє піщане або кам'янисте дно, зустрічається біля підводних гірських масивів. Живиться глибоководними донними рибами.
Статева зрілість настає при розмірі у 1,1 м. Це живородний скат. Самиця народжує від 2 до 5 дитинчат 45 см завдовжки.

## Розповсюдження
Мешкають від узбережжя південної Африки до Індонезії, Австралії, Тайваню, Китаю, Японії та Корейського півострова. Деякі особини зустрічалися біля Гавайських островів.